# Марсел Балса
Марсел Балса (на френски: Marcel Balsa) е бивш пилот от Формула 1. Роден на 1 януари 1909 година в Крьоз, Франция.

## Формула 1
Марсел Балса прави своя дебют във Формула 1 в Голямата награда на Германия през 1952 година. В световния шампионат записва 1 състезания като не успява да спечели точки. Състезава се с частен автомобил БМВ.